# Sinopoli
Sinopoli – miejscowość i gmina we Włoszech, w regionie Kalabria, w prowincji Reggio Calabria.
Według danych na rok 2004 gminę zamieszkiwało 2329 osób, 93,2 os./km².